# Andrea Kdolsky
Andrea Kdolsky, née le 2 novembre 1962 à Vienne, est une médecin autrichienne et une femme politique qui a été ministre de la Santé, de la Famille et de la Jeunesse dans le gouvernement Gusenbauer.

## Biographie
Andrea Kdolsky naît et grandit à Vienne. Elle commence d'abord à étudier le droit et l'économie, mais obtient finalement un doctorat en médecine en 1993 à l'Université de Vienne. Elle travaille ensuite comme anesthésiste.
Du 11 janvier 2007 au 2 décembre 2008, Andrea Kdolsky est ministre de la Santé, de la Famille et de la Jeunesse dans le cabinet d'Alfred Gusenbauer.
Après sa retraite politique, elle est devient consultante en soins de santé.